# Agrostis vestita
Agrostis vestita é uma espécie de gramínea do gênero Agrostis, pertencente à família Poaceae.